# Celia

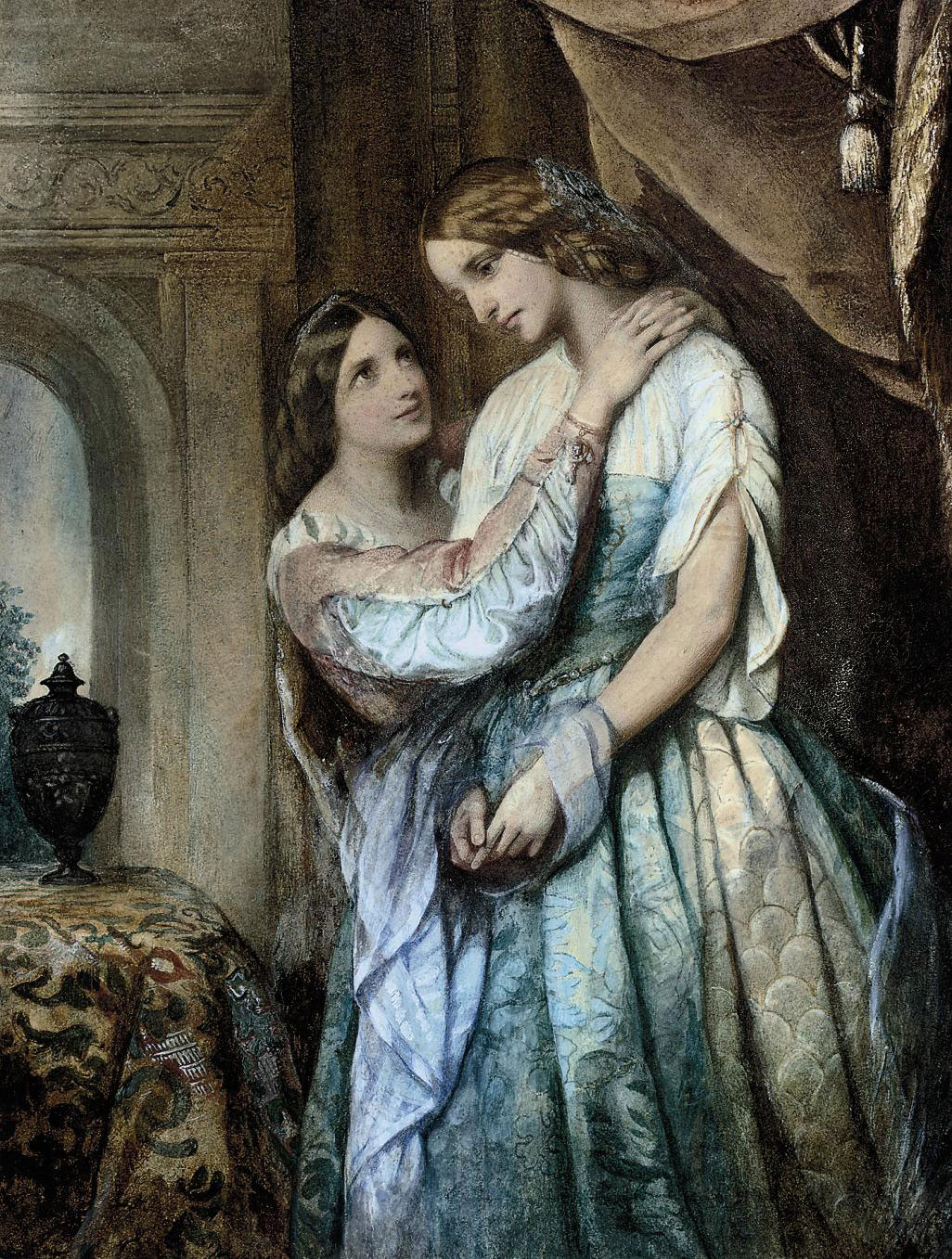
Rosalind en Celia. Margaret Gillies: But is this all for your father?, Shakespeares blijspel As you like it, eerste akte, derde scène.

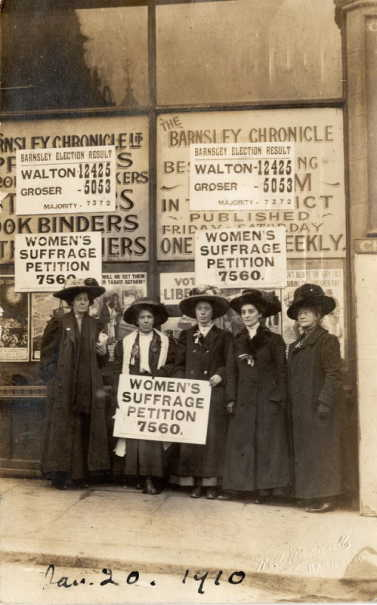
De Britse suffragette Celia Wray (1872 –1954) protesteert voor het kantoor van de provinciale Yorkshire krant Barnsley Chronicle op 20 januari 1910

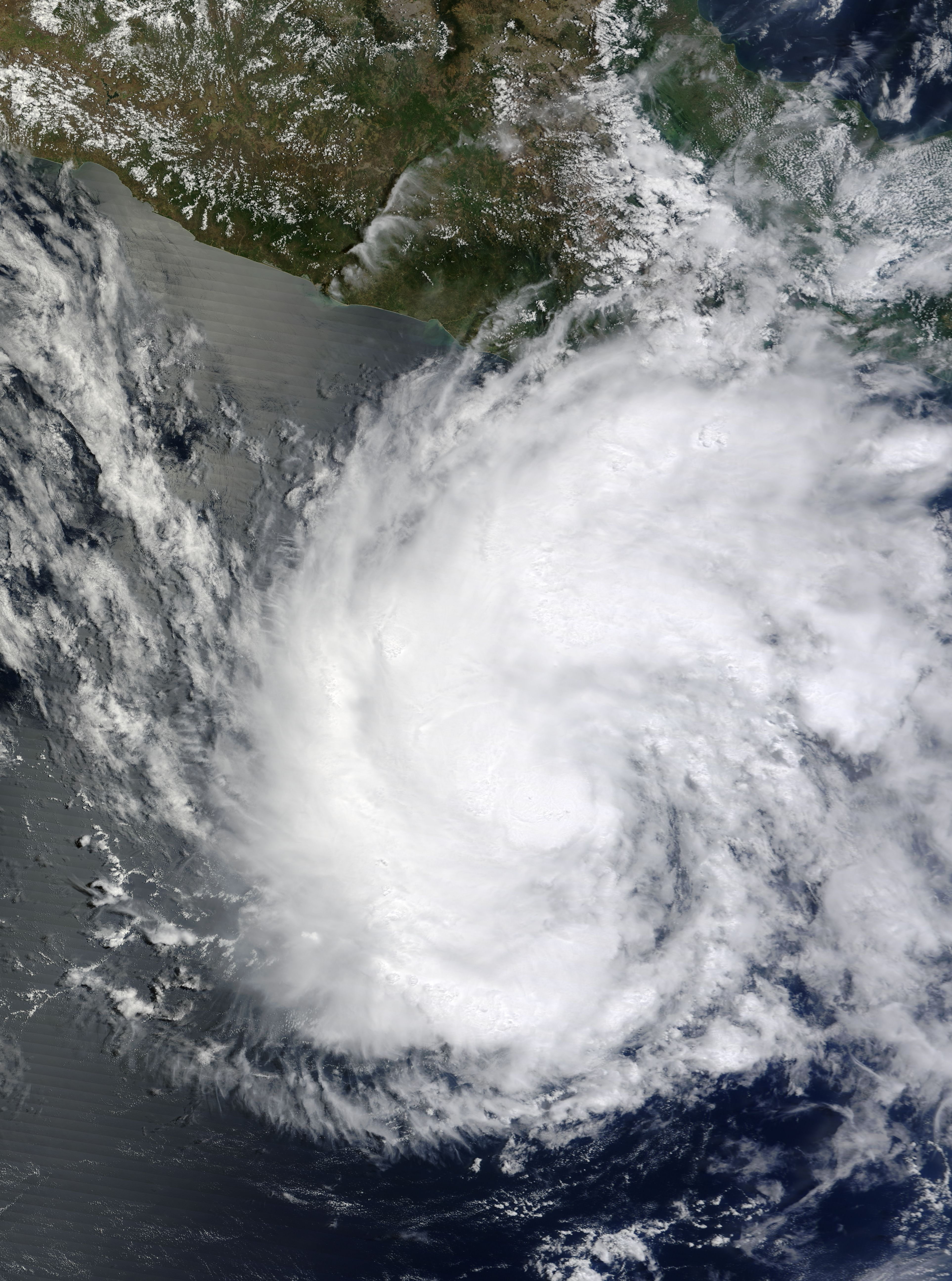
Tropische storm Celia boven de Stille Oceaan bij Mexico op 19 juni 2010.

Celia is een Nederlandse meisjesnaam die in 2014 1027 keer gevonden werd,  met varianten als Célia en Celïa. Celia heten in Nederland vooral vrouwen die geboren zijn in de Nederlandse Antillen, Spanje inclusief de Canarische eilanden en Suriname. De naam wordt wel afgeleid van de Romeinse familienaam Caelius of Coelius, van Latijn caelum (hemel). (Caelius (Italiaans: Celio) is tevens de naam van een van de zeven heuvels en een wijk van Rome.) Celia kan een verkorting zijn van Cecilia, Celeste of Celestina en kwam voor in Britse herdersromans en -gedichten in de zeventiende en achttiende eeuw, in navolging van Shakespeares blijspel As You Like It, waar Celia de hartsvriendin en nicht is van Rosalind. 

## Vergelijkbare namen

### Vrouwen
- Celia (Spaans, Galicisch)
- Celia (Pools)
- Cèlia (Catalaans)
- Céli (Frans)
- Célia (Portugees)
- Kūlani (Hawaiiaans)
- Ουρανία (Grieks, uitgesproken als "Oeránia")
- Síle (Iers, Gaelic)
- Silje (Noors)
- Silke (Duits)
- Sylia (Berber)

### Heilige
- San Celio, heremiet en christelijke heilige uit de eerste eeuw uit Toscane.

## Naamdragers
Onder meer
- Ana Celia de Armas Caso (Ana de Armas, 1988), Cubaanse actrice
- Celia Bogaert, Belgisch actrice en presentatrice
- Celia Cruz (1925–2003), Cubaans-Amerikaanse zangeres
- Celia Groothedde (alias Celia Ledoux, 1977), Belgisch politica voor Groen, schrijfster, columniste en feministe.
- Celia Weston (1951), Amerikaans actrice
- Celia Wray (1872–1954), Brits architect en suffragette
- veel Spaanse, Argentijnse, Braziliaanse en Cubaanse maar ook Britse vrouwen, zie de Spaanstalige wikipedia[4]

## Overig
- Glenea celia, een keversoort uit de familie boktorren (Cerambycidae).

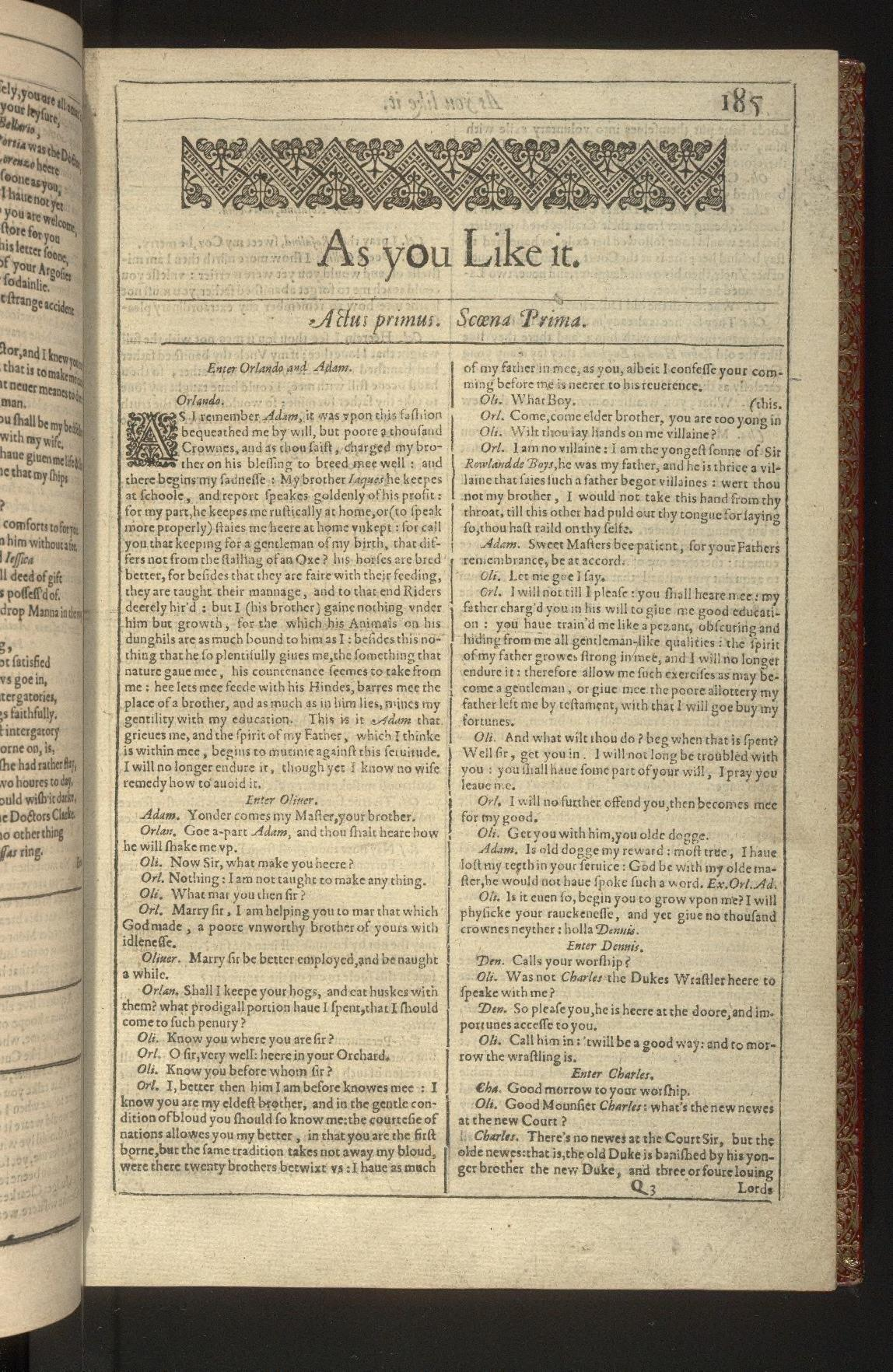
Eerste bladzijde van het blijspel As You Like It uit de  First Folio-uitgave van Shakespeares toneelstukken, 1623
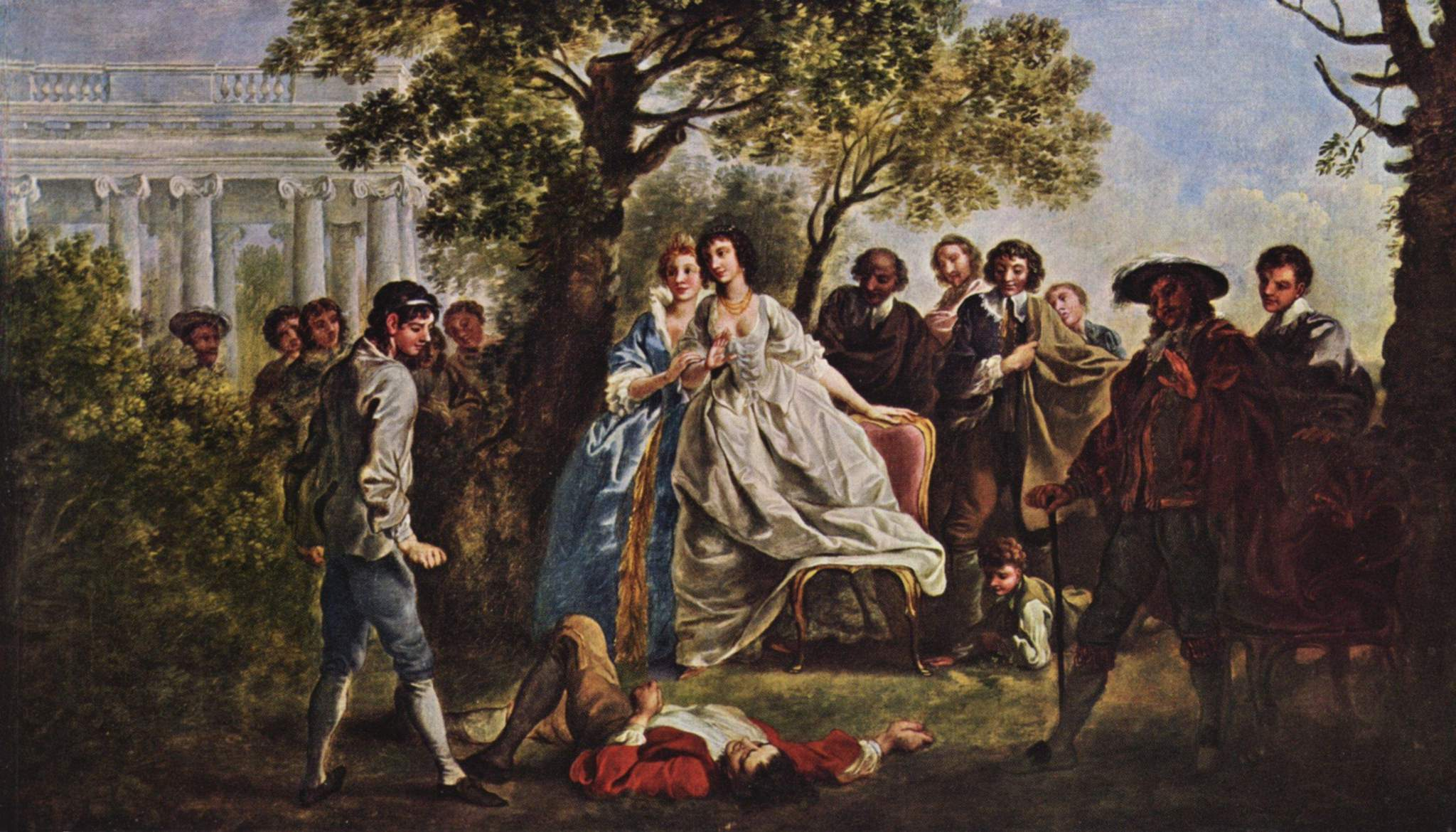
Francis Hayman (1708-1776): Worstelscène uit Shakespeares blijspel As you like it, 1740-1742. Celia en Rosalind kijken bewonderend toe hoe de sympathieke Orlando wint van Charles.
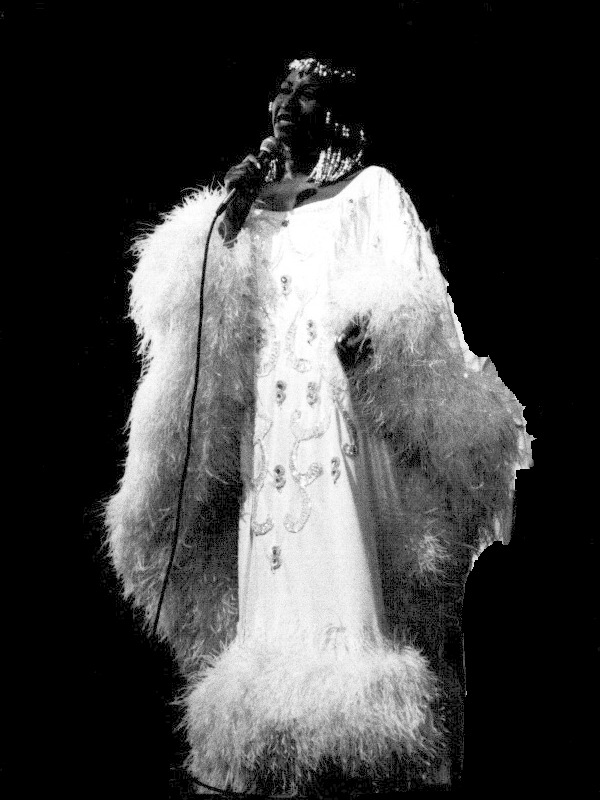
Celia Cruz zingt in Olympia (Parijs), 1980
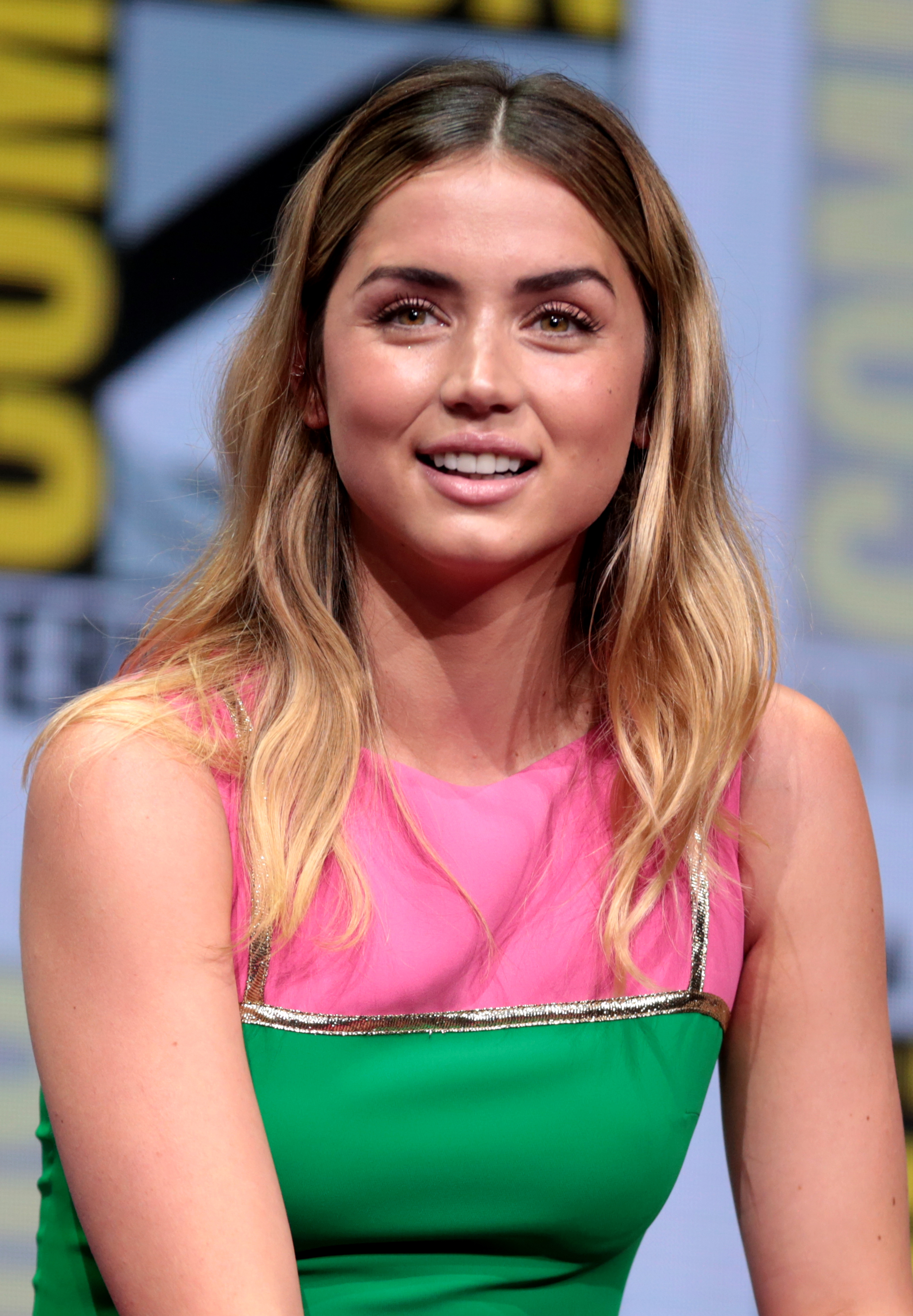
Ana Armas (Ana Celia de Armas Caso) tijdens de San Diego Comic-Con in 2017